# Улица Стасовой (Санкт-Петербург)
Улица Ста́совой — улица в Красногвардейском районе Санкт-Петербурга. Проходит от улицы Маршала Тухачевского до Соединительной линии Октябрьской железной дороги.

## История
Названа 27 февраля 1967 года в честь Героя Социалистического Труда Елены Дмитриевны Стасовой.

## Пересечения
- улица Маршала Тухачевского
- проспект Энергетиков
- Салтыковская дорога

## Транспорт
Ближайшая к улице Стасовой станция метро — «Ладожская» 4-й (Правобережной) линии.
В доме 14 расположен Автобусный парк № 6, уникальный памятник советской архитектуры (построенный по образцу Пятого автобусного парка).